# Kiyohara no Motosuke
Kiyohara no Motosuke (清原元輔; 908 – giugno 990) è stato un poeta giapponese waka del medio periodo Heian.
Suo padre era Kiyohara no Harumitsu, il governatore della provincia di Shimotsuke , e suo nonno era Kiyohara no Fukayabu, un alto ufficiale dell'Ufficio della Casa Imperiale.
Sua figlia era la poetessa e scrittrice Heian Sei Shōnagon, famosa per aver scritto il libro Note del guanciale (枕草子?, Makura no Sōshi). Fa parte dei Trentasei immortali della poesia.

## Biografia

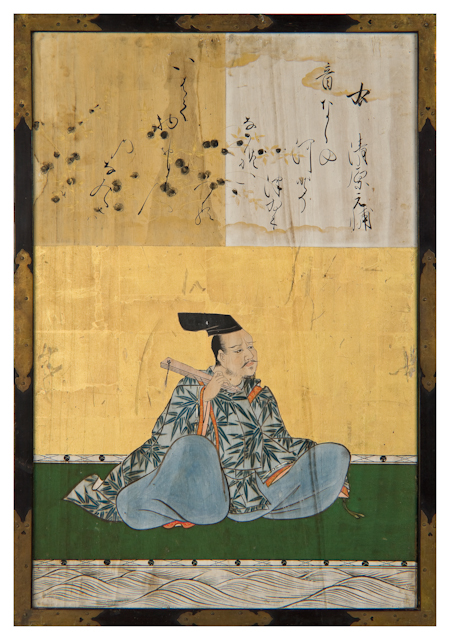
Ritratto di Kiyohara no Motosuke disegnato da Kanō Yasunobu, 1648

Nel 951 fu uno dei compilatori del Gosen Wakashū come uno dei Nashitsubo no gonin (cinque membri dell'ufficio imperiale di poesia) con Ōnakatomi no Yoshinobu, Minamoto no Shitagō, Ki no Tokibumi e Sakanoue no Mochiki. Questo gruppo ha anche compilato letture kundoku (訓読) per i testi del Man'yōshū.
Ha assunto vari incarichi, come il governatore della provincia di Kawachi e il governatore della provincia di Higo, gli è stato conferito il grado di Jūgoijō (Quinto grado junior, grado superiore) nel marzo 980.
È considerato come divinità nel Santuario di Kitaoka nella città di Kumamoto.
Le sue poesie sono incluse in diverse antologie poetiche ufficiali (chokusen wakashū), tra cui lo Shūi Wakashū. Rimane anche una collezione personale nota come Motosukeshū (元輔集?).
L'Ogura Hyakunin Isshu include poesie di Fukayabu, Motosuke e Sei Shonagon.